# La Pantera Rosa 2
La Pantera Rosa 2 (The Pink Panther 2) è un film statunitense del 2009 diretto da Harald Zwart.
Il film è il sequel de La Pantera Rosa (2007).

## Trama
La Magna Carta, la Sindone di Torino e la Spada Imperiale di Kyoto vengono rubati da un misterioso ladro che si fa chiamare "The Tornado" che mai è stato catturato e che si era ritirato dieci anni prima dalle attività illecite dopo essere stato ferito a una spalla. Per recuperare la preziosissima refurtiva e assicurare il criminale alla giustizia, viene organizzato un Super Team internazionale da parte delle polizie nazionali coinvolte, a cui si aggiunge anche la polizia francese temendo che Tornado possa rubare anche la Pantera Rosa, nelle vesti dell'investigatore Jacques Clouseau, scelto al posto dell'ispettore capo Charles Dreyfus, il quale, dopo aver perso la Legion d'onore a favore proprio del maldestro ispettore, nei 17 mesi seguenti alla sua premiazione gli ha dato il solo incarico di occuparsi delle multe.
Clouseau si reca all'aeroporto, trovando strano che il ladro sia tornato improvvisamente all'opera e, appena esce ufficialmente dalla Francia, viene annunciato alla televisione che Tornado ha rubato la Pantera Rosa. Giunto sulla scena del furto, l'ispettore Clouseau incontra gli altri membri del super team: l'ispettore capo inglese Randall Pepperidge, l'ispettore italiano Vincenzo Brancaleone e il giapponese Kenji Mazuto, esperto di tecnologia. Con l'aiuto della criminologa indiana Sonia Solandres, il super-team parte alla volta di Roma.
Giunti alla città eterna, il super team interroga Alonso Avellaneda, primo sospettato, che si rivela innocente in quanto non ha alcuna cicatrice sulle spalle, nel frattempo Tornado deruba il Papa del suo anello. Le indagini vengono condizionate dalle gaffe dell'ispettore Clouseau, che screditano la credibilità degli investigatori a livello mondiale e per cui viene allontanato dal team. Oltre a questo deve sopportare la corte del collega italiano nei confronti di Nicole cercando malamente di dissimulare la propria gelosia.
Poco dopo l'allontanamento di Clouseau, il Super Team risolve il caso, recuperando i quattro tesori nazionali e trovando il cadavere dell'uomo le cui analisi del DNA dimostrano essere proprio il Tornado e dalla ferita sulla spalla. Egli ha lasciato una lettera in cui motiva il suo suicidio e spiega la restituzione dei quattro oggetti rubati, ma anche di aver distrutto la Pantera Rosa. 
Il Super Team (con l'esclusione di Clouseau, radiato) viene festeggiato dalla stampa, mentre Clouseau viene messo in ridicolo dai media e Dreyfus cerca di occupare il suo posto vacante nel team. Clouseau, ormai ridotto a metronotte, va da Dreyfus, a cui confessa i suoi sospetti, ma viene cacciato in malo modo. Dreyfus si reca dal Super Team e ripete le parole di Clouseau, accusando Sonia di possedere la Pantera Rosa. Il Super Team al completo ride delle ipotesi di Clouseau, ritenendola l'amante abbandonata del ladro, che ha commesso i furti per farlo uscire allo scoperto e vendicarsi, ma Nicole ritiene l'ipotesi di Clouseau fondata, così Sonia, con le spalle al muro, prende una pistola e tiene sotto minaccia Nicole, dimostrando di essere la colpevole.
Nicole viene salvata da Clouseau, che insieme al resto del Super Team si lancia all'inseguimento della donna nell'edificio e il tutto viene ripreso dai media, incluse le cadute esilaranti degli altri membri del Super Team causate accidentalmente da Clouseau. La donna infine distrugge il diamante, per poi essere fermata da Ponton. Clouseau viene accusato da Dreyfus di essere un incapace per aver permesso a Sonia di distruggere la pietra, ma egli rivela che la pietra era falsa. Clouseau, la notte prima che la Pantera Rosa venisse rubata, aveva messo al sicuro quella vera con l'aiuto del custode del museo che ha disattivato il sistema di sicurezza per permettergli di scambiare il diamante con la replica che gli era stata donata e che teneva in casa sua, luogo in cui è rimasta per tutto il tempo seguente. Un esperto gemmologo come Tornado non avrebbe descritto la Pantera Rosa elogiandone la bellezza, resosi conto che si trattava di un falso. Il collegamento con Sonia si è rivelato quando ha visto la targa della sua auto a cui aveva fatto la multa alcuni giorni prima, quando lei aveva detto di essere appena arrivata in Francia il primo giorno che gli investigatori si erano incontrati.
Clouseau viene così celebrato da tutti i presenti e chiede la mano di Nicole, la quale accetta.
Clouseau e Nicole poi si sposano in presenza degli altri tre detective e il matrimonio viene celebrato da Dreyfus, che subito dopo si ritrova coinvolto nell'ennesima gaffe, stavolta non per colpa del collega.

## Produzione
Una prima sceneggiatura è stata scritta da Scott Neustadter e Michael M. Weber in novembre 2006.
Gli sceneggiatori Lowell Ganz e Babaloo Mandel hanno stilato un nuovo copione nel gennaio 2007 su direzione degli studi di produzione Columbia Pictures e Metro-Goldwyn-Mayer.
La data d'inizio lavorazione è stata programmata nel febbraio 2007 per una distribuzione nel corso del 2008; ma a causa di uno sciopero avvenuto a Montréal al contempo si sono avuti problemi con l'inizio delle riprese.
La data di uscita cinematografica è stata programmata durante i mesi di stop per il 13 febbraio 2009.
Le riprese sono cominciate il 20 agosto 2007 a Parigi (Francia) e sono continuate il 2 novembre 2007 nei set posti nella metropoli statunitense di Boston.
Il regista de La Pantera Rosa Shawn Levy a causa di impegni lavorativi è stato assunto come produttore esecutivo, e la regia è stata allora affidata a Harald Zwart.

### Cast
La Miss Mondo Aishwarya Rai Bachchan è stata la prima attrice a entrare nel cast, per lei è stato scelto il ruolo dell'investigatrice Sonia Solandres.
Nella parte dell'ispettore capo Dreyfus, è stato assunto John Cleese e non Kevin Kline, già interprete in La Pantera Rosa.
Tra gli ultimi attori a entrare in contrattazione vi sono stati Jean Reno nel ruolo di Ponton ed Emily Mortimer nella parte di Nicole.

## Distribuzione
Il film è stato distribuito nel circuito cinematografico statunitense il 13 febbraio 2009, mentre in Italia è stato distribuito il 6 marzo 2009.

## Riconoscimenti
- 2009 – Premi Razzie
  - Candidato - Peggior attore protagonista a Steve Martin
  - Candidato - Peggior prequel, remake, rip-off o sequel